# Вербки (Днепропетровская область)
Ве́рбки (укр. Вербки) — село,
Вербковский сельский совет,
Павлоградский район,
Днепропетровская область,
Украина.
Код КОАТУУ — 1223582801. Население по переписи 2001 года составляло 3822 человека .
Является административным центром Вербковского сельского совета, в который, кроме того, входят сёла
Морозовское и
Новые Вербки.

## Географическое положение
Село Вербки находится на правом берегу реки Самара в месте впадения в неё реки Малая Терновка,
ниже по течению на расстоянии в 4,5 км расположено село Вязовок,
на противоположном берегу — город Павлоград.
Через село проходят автомобильная дорога Р-51 и
железная дорога, станция Платформа 988 км.

## История
Осенью 1776 года Азовский губернатор В. А. Чертков совершил осмотр запорожских имений с целью основания государственных слобод и ликвидации запорожских имений.
Результатом поездки Черткова стало основание государственных слобод. Так, к примеру, слобода Вербки на р. Самаре была основана на месте зимовника Семена Коваля.
Уже в 1782 году в селе насчитывалось 200 дворов и 1365 жителей.
В XIX веке село Вербки было в составе Павлоградской волости Павлоградского уезда Екатеринославской губернии. В селе была Димитриевская и Успенская церковь.

Священнослужители Димитриевской церкви (1784-1891):
- 1784 - иерей Роман Протасевич
- 1886-1891 - священник Федор Ястремский
- 1886 - священник Федор Шереметьев
- 1886-1890 - диакон Иван Ластовицкий
- 1886-1891 - псаломщик Матвей Курилов
- 1887-1891 - священник Василий Базилевич
- 1895-1891 - псаломщик Иван Терлецкий
- 1895-1891 - псаломщик Владимир Чернявский

Священнослужители Успенской церкви (с 1892 года):
- 1892-1900 - священник Федор Ястремский
- 1892-1900 - священник Василий Базилевич
- 1892-1900 - псаломщик Иван Терлецкий
- 1896-1899 - диакон Михаил Гонтаревский
- 1892-1896 - псаломщик Владимир Чернявский (1898 - дьячок)
- 1898-1900 - дьячок Сила Подолякин
- 1900 - псаломщик Петр Силенко[3]

## Экономика
- Грошей нема
- Филиал «ЦОФ „Павлоградская“» ПАО "ДТЭК Павлоградуголь".

## Объекты социальной сферы
- Школа.
- Детский сад.
- Фельдшерско-акушерский пункт.
- Стадион.

## Известные люди
- В селе родился Герой Советского Союза Иван Лупырев.

## Достопримечательности
- Братская могила советских воинов
- Самолёт-памятник МиГ-17
- Танк-памятник ИС-3
- Ракетный-комплекс памятник С-75
- Стадион